# Rio Bâzgele
O Rio Bâzgele é um rio da Romênia afluente do Rio Galben, localizado no distrito de Gorj.